# Gerrit van Honthorst
Gerrit — ou Gerard — Hermansz. van Honthorst, surnommé aussi, en français et en italien, Gérard de la Nuit (Gherardo della Notte) ou Gérard des Nuits (Gherardo delle Notti), né le 4 novembre 1590 à Utrecht où il est mort le 27 avril 1656, est un peintre de genre et d'histoire et un portraitiste néerlandais du siècle d’or.
Dans les années 1620, il fut, avec Hendrick ter Brugghen et Dirck van Baburen, l'un des principaux représentants de l’école caravagesque d'Utrecht. Son style évolua par la suite vers le classicisme.
Réputé de son vivant, il reçut des commandes notamment de Frédéric V et Élisabeth, roi et reine de Bohême en exil aux Pays-Bas, de Charles Ier d'Angleterre et Christian IV de Danemark, avant de devenir peintre de cour de Guillaume II d'Orange-Nassau. Aujourd'hui, ce sont surtout ses œuvres de la période caravagesque qui font sa renommée.

## Biographie

### Formation à Utrecht
Gerrit van Honthorst est né le 4 novembre 1590 dans une famille catholique d'Utrecht. Il était le fils de Herman van Honthorst, un peintre de décors qui figure aux côtés d'Abraham Bloemaert parmi les fondateurs de la guilde de Saint-Luc d'Utrecht. En dehors de son père, sa famille comptait plusieurs autres artistes, notamment des peintres et des fabricants de tissus et de tapisseries. C'est sans doute d'abord auprès de son père qu'il fait son apprentissage, avant de devenir l'élève de Bloemaert.

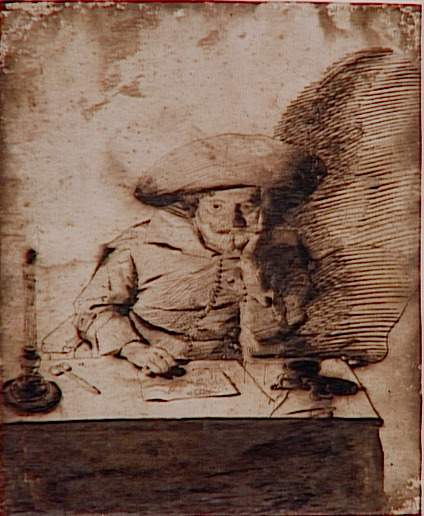
Autoportrait, palais des beaux-arts de Lille.
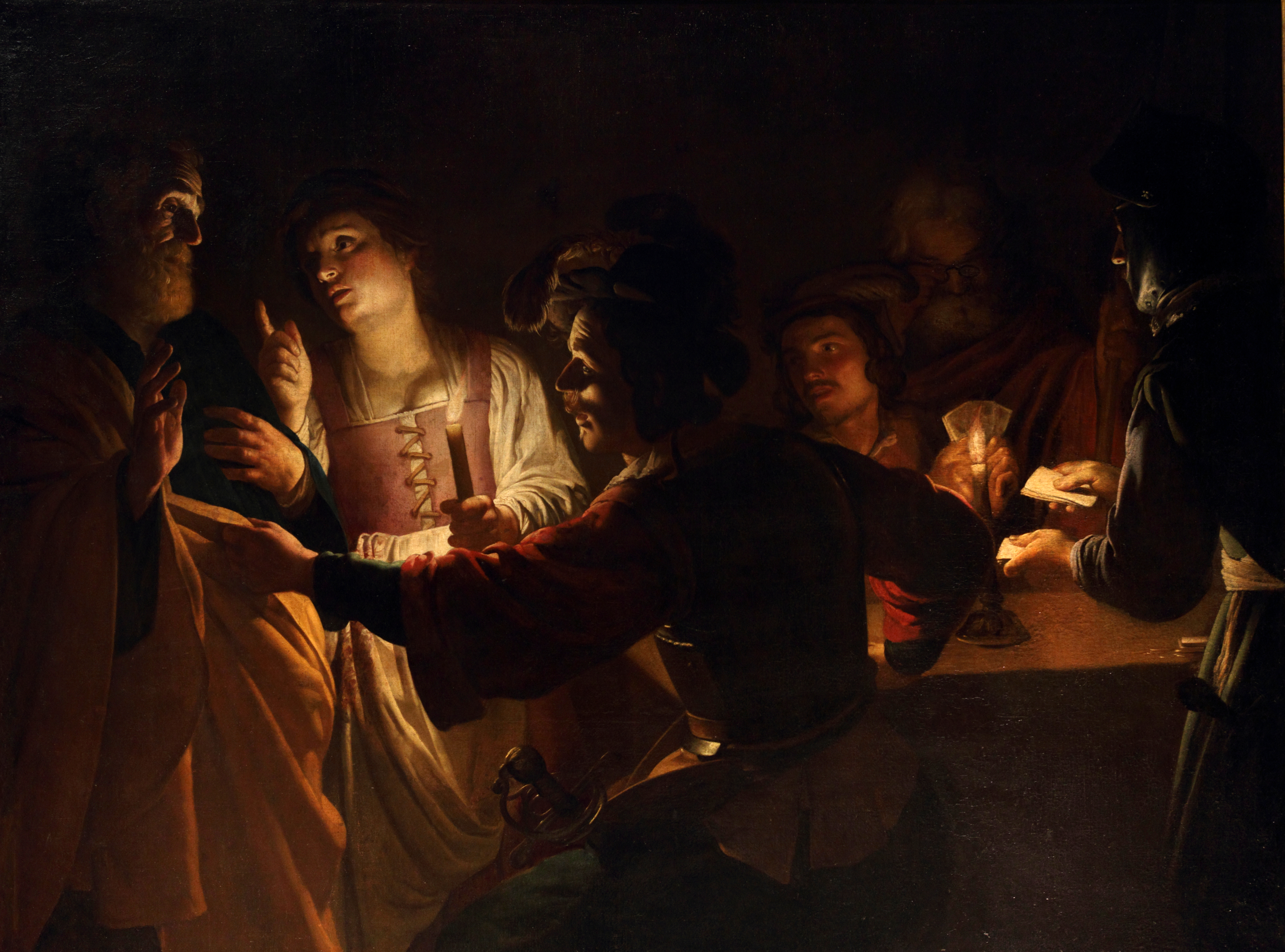
Le Reniement de saint Pierre, vers 1620, musée des Beaux-Arts de Rennes.

### Rome et Italie (vers 1610-1620)
Au début des années 1610, il part pour Rome afin d'y parfaire sa formation. Il y séjournera plusieurs années, et visitera d'autres villes italiennes, comme Venise — où il est documenté à partir de 1616 — et Florence.
À Rome, il entre en contact avec Guido Reni. Leurs œuvres à tous deux rencontrent un vif succès, ce qui leur permet de trouver en Vincenzo Giustiniani et son frère Benedetto des mécènes importants. Ceux-ci invitent van Honthorst et Reni à venir vivre dans leur palais durant une période assez longue ; ils peuvent alors y étudier une collection incomparable d’œuvres d’art, qui comprend notamment plusieurs tableaux du Caravage. Un dessin daté de 1616 que van Honthorst réalise d'après le Crucifiement de saint Pierre (1600), un tableau du Caravage se trouvant dans l'église Sainte-Marie-du-Peuple, témoigne de sa présence à Rome à cette époque.
En 1618, van Honthorst réalise, pour le compte des carmes déchaux, le retable La Décollation de saint Jean-Baptiste servant à la décoration de l'église Santa Maria della Scala. Il reçoit également des commandes du cardinal Scipione Borghese, qui le charge de la décoration de l’autel majeur de l’église San Paolo, ainsi que du cardinal Barberini, le futur pape Urbain VIII.
Parmi les peintres néerlandais qui vivaient à Rome à la même période, van Honthorst se lie avec Matthias Stom, à qui il donne des leçons, avec Paul Bril et un certain Colijn. C'est en compagnie de ces deux derniers qu'il retourne à Utrecht en 1620.

### Utrecht (1620-1628)

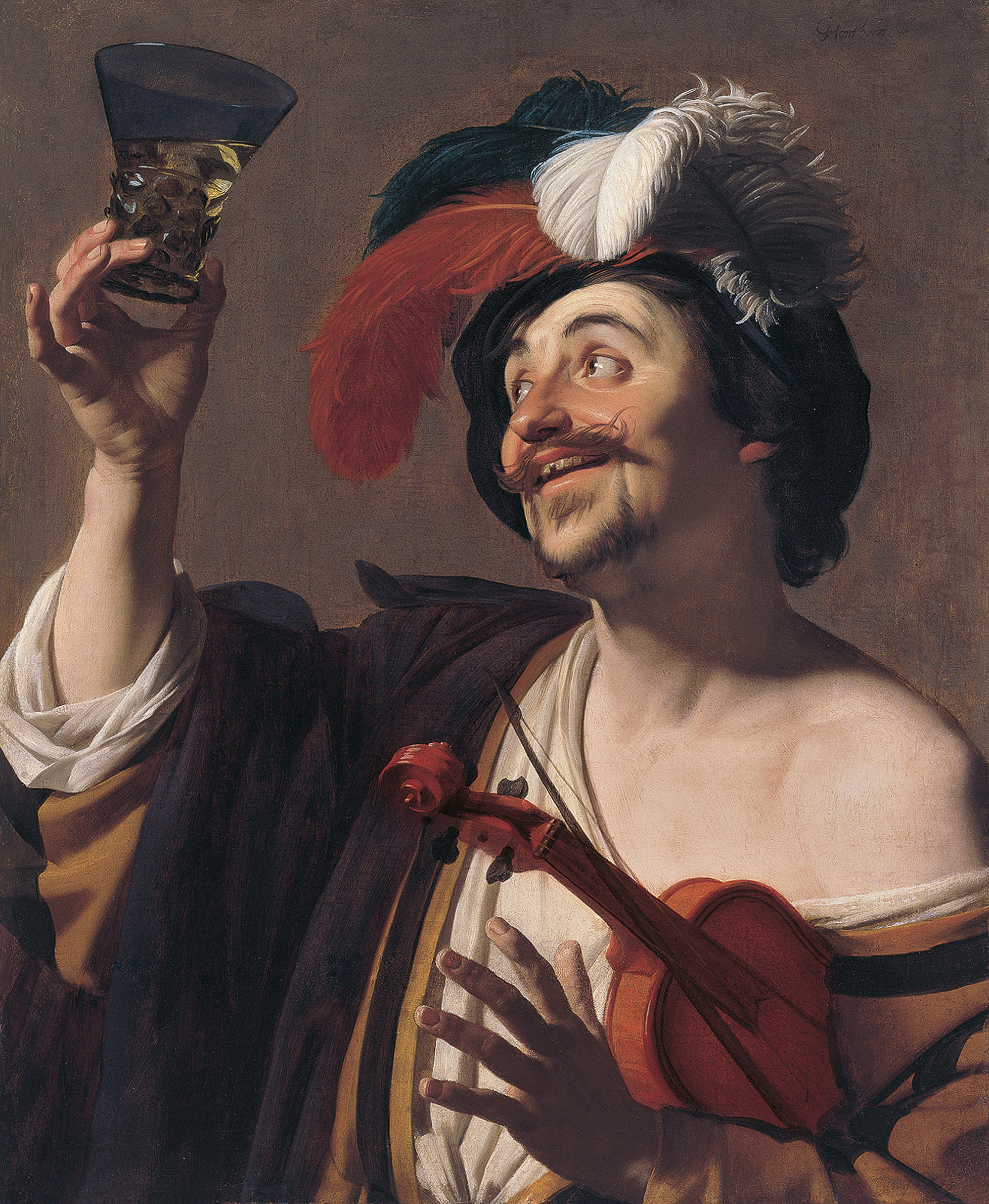
Le Joyeux Violoniste au verre de vin, vers 1624, Madrid, musée Thyssen-Bornemisza.

Six mois après son retour, van Honthorst épouse Sophia Coopman, qui est la fille d'un riche marchand de vins et en même temps sa cousine. En 1622, il est inscrit à la guilde de Saint-Luc d’Utrecht. Avec Hendrick ter Brugghen et Dirck van Baburen, il devient à cette époque l’un des principaux représentants d'un groupe de peintres hollandais, disciples du Caravage, qui sera plus tard appelé l’« École caravagesque d'Utrecht ». Van Honthorst prend alors l’habitude de présenter chacun de ses sujets sous la forme de scène nocturne, depuis la Nativité — ce qu’avait déjà fait auparavant Le Corrège —, jusqu’à Marie Madeleine pénitente, en passant par la Dérision du Christ et le Reniement de saint Pierre.
Rapidement, il acquiert une excellente réputation. Ainsi gagne-t-il le soutien du roi de Bohême, Frédéric V, et surtout de sa femme, Élisabeth, sœur de Charles Ier d'Angleterre — depuis 1621, en effet, le couple vit en exil aux Pays-Bas où il a trouvé refuge dans la maison de sir Dudley Carleton, 1er — ; vicomte de Dorchester, alors ambassadeur à La Haye. Élisabeth charge l’artiste d’enseigner le dessin à ses enfants.
En 1627, van Honthorst peint deux tableaux pour le pavillon de chasse de la famille d'Orange-Nassau à Honselaarsdijk (Westland). Il achète alors sur la Domplein à Utrecht une vaste maison, dans laquelle il fait aménager un atelier sur 100 m2, dont le succès est important, puisqu’il accueillera jusqu’à une vingtaine d’élèves à la fois, payant chacun cent florins par an. Le 28 juillet de la même année, en tant que doyen de la guilde, Van Honthorst reçoit la visite de Rubens qu'il peindra sous les traits de l’« honnête homme », cherché et enfin trouvé par Diogène.
Sir Carleton, de retour en Angleterre (1625), recommande ses œuvres auprès de Thomas Howard, 14e comte d’Arundel, favori du roi Charles Ier et, tout comme le monarque, grand amateur d'art. Le roi ne tarde pas à inviter le peintre à venir en Angleterre, ce que celui-ci fait en 1628.

### Londres (1628) et Utrecht

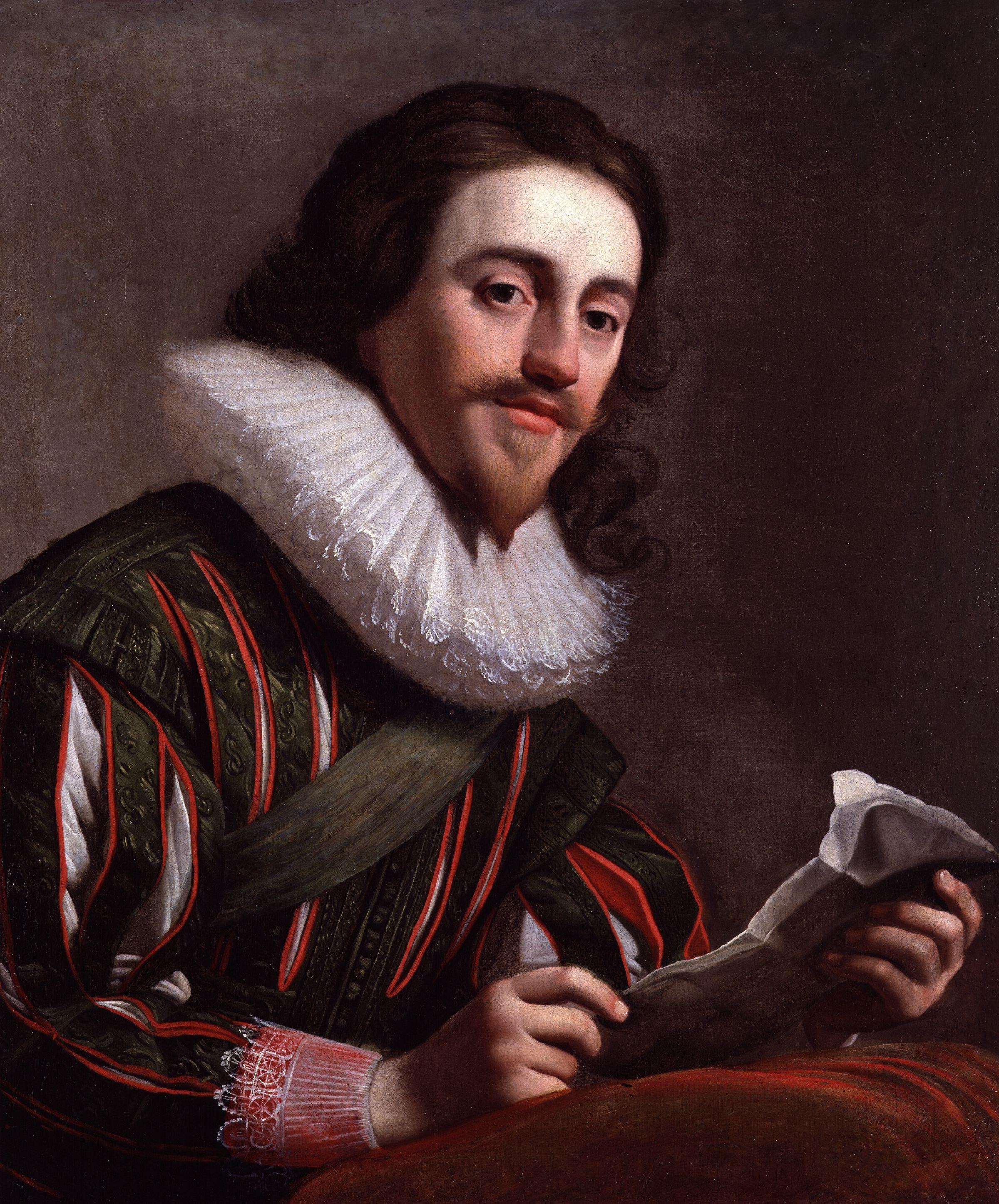
Portrait du roi Charles Ier d'Angleterre, Londres, National Gallery.

De mai à décembre 1628, van Honthorst séjourne à Londres en compagnie de Joachim von Sandrart, son élève. Charles Ier lui confie une partie de la décoration intérieure de la Maison des banquets du palais de Whitehall. Il peint aussi une série de portraits, ainsi qu’une imposante allégorie représentant Charles et Henriette son épouse en Apollon et Diane dans les nuages, recevant le duc de Buckingham en Mercure, tuteur des enfants du roi de Bohême ; une œuvre conservée au château de Hampton Court. À Londres, il fait de nouveau la rencontre d’Orazio Gentileschi, arrivé dans la ville en 1626, et qui entre-temps avait développé un style différent. Van Honthorst est alors au faîte de la gloire : il reçoit un bon cheval, la citoyenneté anglaise et une pension à vie.
Il repart cependant de nouveau à Utrecht, où sa position parmi les artistes semble avoir été importante. Il réussit à conserver le soutien du monarque anglais, pour qui il exécute en 1631 un portrait du roi et de la reine de Bohême entourés de leurs enfants. À peu près à la même période, il illustre l’Odyssée pour lord Dorchester et compose des scènes de l’histoire du Danemark pour le roi Christian IV — il en subsiste un exemplaire, conservé au musée de Copenhague. En 1633, il devient peintre de la cour de Frédéric V et du prince Frédéric-Henri d'Orange-Nassau.

### La Haye (1637-1651)
En 1637, il se fixe à La Haye où, pour répondre à la demande, il ouvre sur la Westeinde un second atelier. La même année, il est membre de la guilde de Saint-Luc locale. En 1641, après la mort de Michiel Van Miereveld, il devient peintre de la cour du stadhouder Guillaume II d'Orange-Nassau. Il participe alors à la décoration des palais de Rijswijk, Honselaarsdijk et, en 1649, à celle de la « Salle orange » (l’« Oranjezaal ») du palais Huis ten Bosch. Il exécute également les portraits de bon nombre de dames de cour.

### Dernières années à Utrecht (1652-1656)

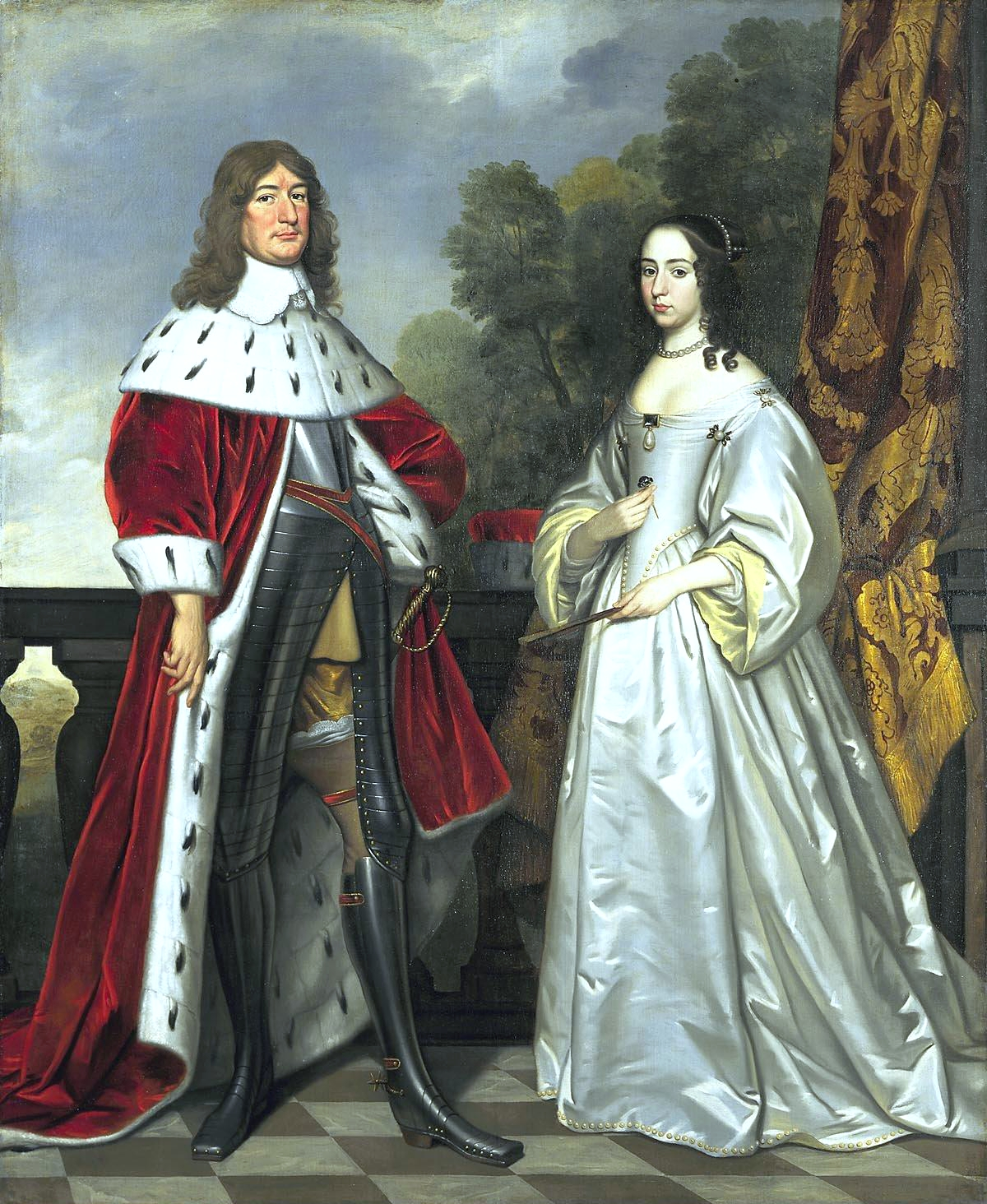
Portrait de Frédéric Guillaume Ier grand électeur de Brandebourg et de sa femme Louise Henriette de Nassau, vers 1647, La Haye, Mauritshuis.

Il rentre à Utrecht en 1652, et y meurt quatre ans plus tard, le 27 avril 1656. C’est là qu’il est enterré, dans la cathédrale Sainte-Catherine.
Van Honthorst eut de nombreux élèves et assistants, parmi lesquels Joachim von Sandrart et son propre frère Willem van Honthorst, connu pour les œuvres qu’il réalisa comme peintre de cour de Louise Henriette de Nassau, épouse de Frédéric Guillaume, grand électeur de Brandebourg. Herman, l’autre frère de Van Honthorst, fut un prêtre qui fit parler de lui ; jeté en prison, il fut libéré à la suite de l'intervention du stadhouder.

## Œuvre
Van Honthorst — et ses ateliers — a produit de nombreuses œuvres dont il se trouve des exemples dans beaucoup de musées à travers le monde : des tableaux d’histoire de petit format, aux sujets bibliques, mythologiques, allégoriques et littéraires, des peintures de genre montrant des buveurs et des musiciens, ainsi que d’innombrables portraits, notamment de Charles Ier et la reine d'Angleterre, du duc de Buckingham, et du couple souverain de Bohême.
En Italie, il fut influencé par Le Caravage et son utilisation du clair-obscur. Également l’œuvre d’Annibale Carracci constitua pour lui une source d’inspiration. Il se spécialisa progressivement dans des scènes nocturnes montrant des personnages éclairés par la lumière vive d’une chandelle. Ces peintures, au style vigoureux et saisissant, frappent l'imagination et charment la vue, malgré des coloris quelquefois un peu trop assombris ; elles furent très prisées du public et lui valurent le surnom de « Gherardo delle Notti ». Van Honthorst ne se risqua toutefois jamais à un réalisme cru ; contrairement à ce qui est le cas pour ses collègues Hendrick ter Brugghen et Dirck Van Baburen, ses peintures possèdent toujours un brin d’élégance qui rappelle son maître Bloemaert.
Après son retour à Utrecht, il demeure encore quelque temps fidèle à ce style mais, dans le courant des années 1620, son œuvre se rapproche de plus en plus du classicisme, davantage au goût de la noblesse. Les peintures lisses et froides qu’il réalise finalement dans les dernières années de sa carrière ne témoignent pas d’une grande personnalité, et sont de nos jours moins appréciées. Samuel Van Hoogstraten écrivit à ce propos en 1678 :

« « Hondhorst […] had in zijn bloeijende tijdt een wakker pinseel gevoert ; maar, 't zy om de juffers te behaegen, of dat hem de winst in slaep wiegde, hy verviel tot een stijve gladdicheyt. »
(« Hondhorst […], dans sa période d’épanouissement, avait un pinceau vif ; mais, soit pour plaire aux demoiselles, soit qu’il se laissa endormir bercé par le profit, il sombra dans un style lisse et rigide. ») »

Ainsi, sa réputation repose-t-elle principalement sur sa période caravagesque.
Parmi ses œuvres postérieures, cependant, certaines, bien que d'un traitement assez sec, sont loin de manquer d’intérêt, comme ses portraits du duc de Buckingham et de sa famille (Hampton Court), du roi et de la reine de Bohême (Hanovre et Combe Abbey), et de Marie de Médicis (1628, palais royal d'Amsterdam), les Stadhouders et leurs Femmes (Amsterdam et La Haye), les représentations de Charles Louis et Rupert, neveux de Charles Ier d’Angleterre (Paris, musée du Louvre, Saint-Pétersbourg, Combe Abbey et Willin), et le portrait de William Craven, 1er duc de Craven, 1er baron de Craven (Londres, National Portrait Gallery). 

## Liste d’œuvres
Allemagne

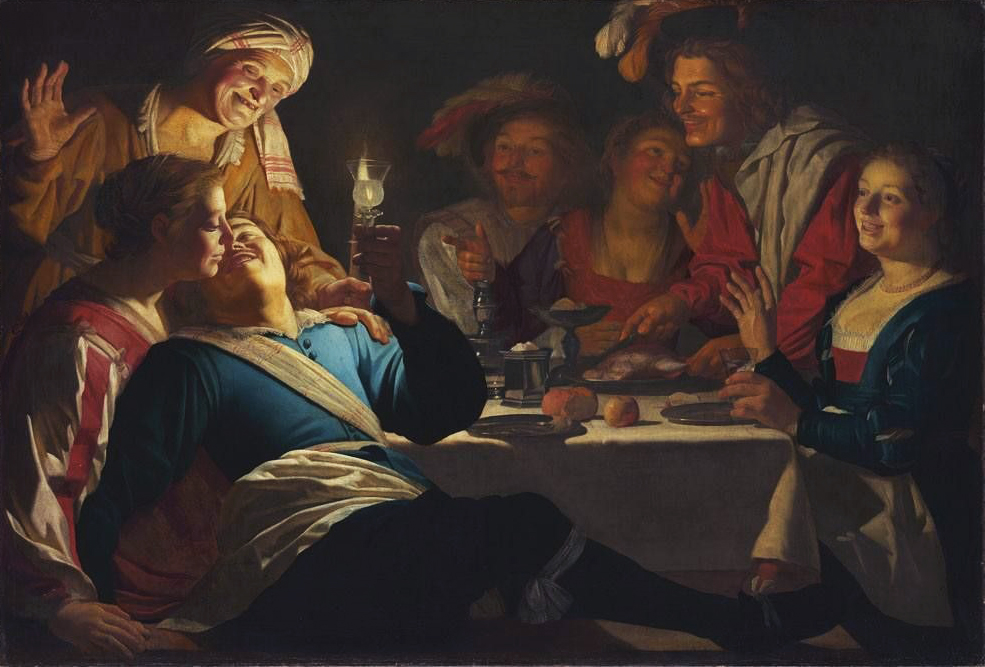
Le Fils prodigue, 1623, Munich, Alte Pinakothek.

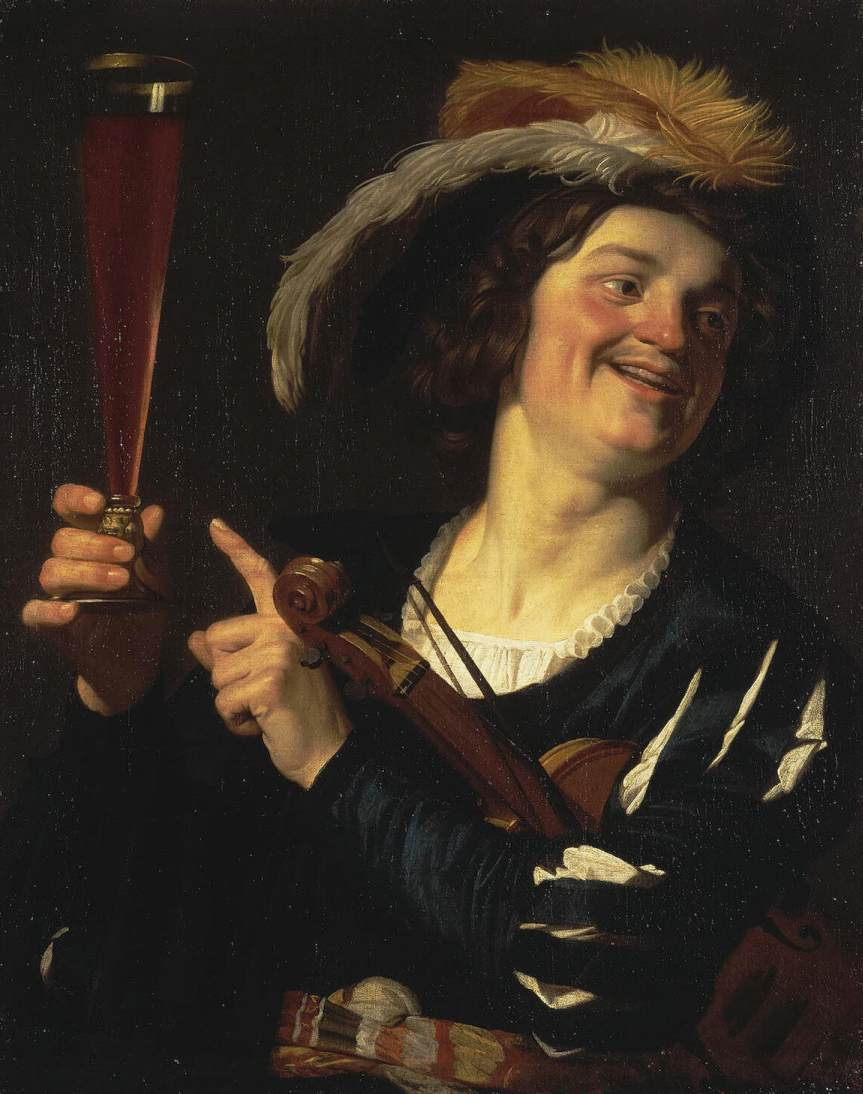
Le Joyeux Violoniste au verre de vin II, 1624, Saint-Pétersbourg, musée de l'Ermitage.

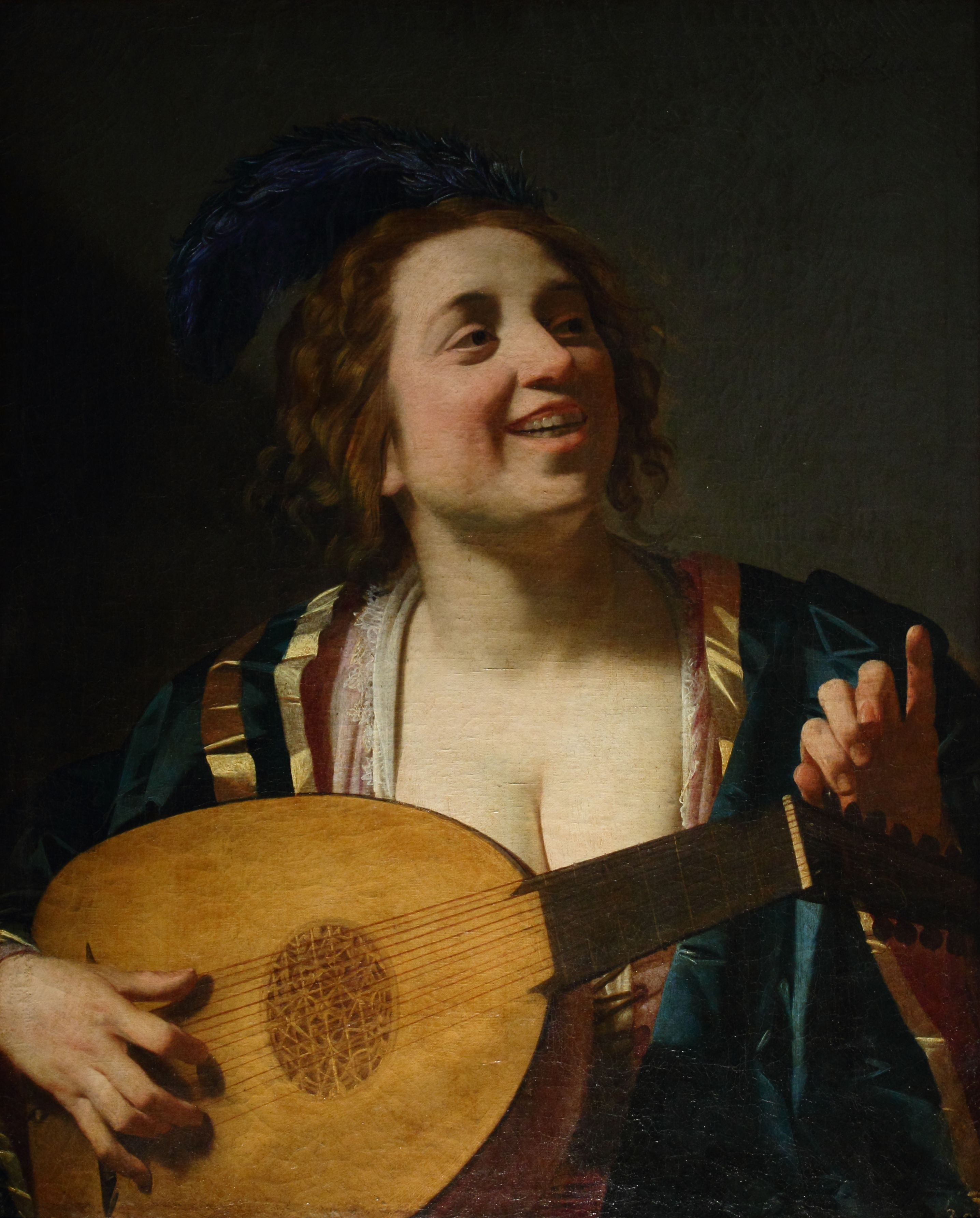
Femme accordant son luth, 1624, château de Fontainebleau.

Samson et Dalila, 1616, Cleveland Museum of Art.

- Cologne, Wallraf-Richartz Museum : Nativité, 1622, huile sur toile, 164 × 190 cm.
- Dresde, Gemäldegalerie Alte Meister : Le Dentiste, 1622[11].
- Hambourg, Kunsthalle : Solon et Crésus, 1624.
- Munich, Alte Pinakothek : La Joyeuse compagnie ou Le Fils prodigue, 1623.
- Wiesbaden, musée de Wiesbaden : Les Tricheurs, vers 1620, huile sur toile, 125 × 190 cm[12].

Autriche
- Vienne, musée d'Histoire de l'art : Le Philosophe imperturbable.

Belgique
- Bruxelles, musées royaux des Beaux-Arts de Belgique : Le Couronnement d'épines.
- Gand, cathédrale Saint-Bavon :
  - Lamentations du Christ, 1633 ;
  - Saint Sébastien.

Espagne
- Madrid :
  - musée du Prado : L'Incrédulité de saint Thomas, vers 1620.
  - musée Thyssen-Bornemisza : Le Joyeux Violoniste avec un verre de vin, 1624.

États-Unis
- Princeton, Musée d'Art de l'université de Princeton : Artémise, vers 1635.
- Cleveland, Cleveland Museum of Art : Samson et Dalila, vers 1616.
- Los Angeles, J. Paul Getty Museum :
  - Groupe musical sur un balcon, 1622 ;
  - Le Christ couronné d'épines, 1640.
- Sacramento, Crocker Art Museum : Allégorie de la peinture, 1648 ;
- Washington, National Gallery of Art : Le Concert, 1623.

France
- Bordeaux, cathédrale Saint-André : Jésus devant Caïphe.
- Dax, cathédrale Notre-Dame de Dax : Jésus et ses disciples.
- Fontainebleau, musée national du château de Fontainebleau : Femme accordant un luth, 1624, huile sur toile, 83 × 67 cm.
- Lille, palais des Beaux-Arts : Le Triomphe de Silène.
- Lyon, musée des Beaux-Arts : Les Chanteurs.
- Paris, musée du Louvre :
  - Le Concert au balcon, 1624, huile sur toile, 168 × 178 cm[13] ;
  - La Joueuse de guitare, vers 1624, huile sur toile, 82 × 58 cm[13] ;
  - L'Arracheur de dents, vers 1627 ;
  - Portrait du prince palatin Maurice de Bavière (1621-1652), quatrième fils de Frédéric V de Palatinat, roi de Bohème, 1640 ;
  - Portrait du prince palatin Édouard de Bavière (1624-1665), sixième fils de Frédéric V de Palatinat, roi de Bohème, vers 1640 ;
  - Portrait de Frédéric-Henri d'Orange-Nassau, prince d'Orange et Stadhouder des Provinces-Unies (Pays-Bas), vers 1650.
- Rennes, musée des Beaux-Arts : Le Reniement de saint Pierre, vers 1620, huile sur toile, 150 × 197 cm[14].

Irlande
- Dublin, Galerie nationale d'Irlande : Un concert, 1616-1618.

Italie
- Florence :
  - Galerie des Offices :
  - Le Souper avec le Joueur de Luth, vers 1619, huile sur toile, 144 × 212 cm. Envoyée de Rome au Grand-Duc en 1620. Gravement endommagée lors de l'attentat de 1993[15] ;
  - L'Adoration des bergers, huile sur toile, 338 × 198 cm. Exécutée pour la chapelle Guicciardini de la Santa Felicita en 1620[15], qui fut détruite pendant les attentats mafieux du 27 mai 1993.
  - Adoration de l'Enfant, huile sur toile, années 1619.
  - palais Pitti : La Bonne aventure, 1620, 142 × 212 cm[16].
  - Le Repas de fiançailles, 1625, huile sur toile, 138 × 203 cm. Attribuée précédemment au Caravage[15].
- Rome, Galerie Borghèse :
  - Concert, vers 1620-1630, huile sur toile, 168 × 202 cm.

Pays-Bas
- Amsterdam, Rijksmuseum :
  - Le Joyeux ménétrier, 1623, huile sur toile, 108 × 89 cm[17] ;
  - Frédéric-Henri d'Orange-Nassau, prince d'Orange et Stadhouder, avec sa femme Amalia et leurs trois jeunes filles, 1647.
- La Haye, Mauritshuis : La Violoniste, 1626, huile sur toile, 84,5 × 66 cm.
- Utrecht, Centraal Museum :
  - Le Marieur, 1625 ;
  - Margareta Maria de Roodere et ses parents, 1652.

Royaume-Uni
- Cambridge, Fitzwilliam Museum : Portrait de Guillaume, comte de Craven, 1642.
- Londres, National Gallery :
  - Le Christ devant le grand prêtre Caïphe, vers 1617, huile sur toile, 272 × 183 cm[18] ;
  - Saint Sébastien, 1623.
- Hampton Court, château de Hampton Court : Apollon et Diane, 1628.

Russie
- Saint-Pétersbourg, musée de l'Ermitage :
  - Le Christ dans le jardin de Gethsémané, vers 1617 ;
  - L'Enfance du Christ, vers 1620, huile, 137 × 185 cm[19] ;
  - La Joueuse de luth, 1624.

Sujets religieux et scènes de genre
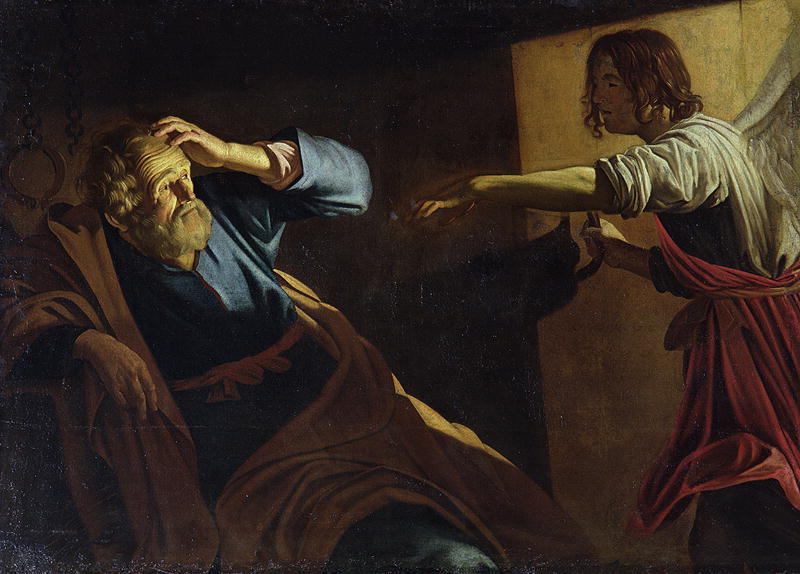
Saint Pierre et l'ange, 1616-1618, Berlin, Gemäldegalerie.
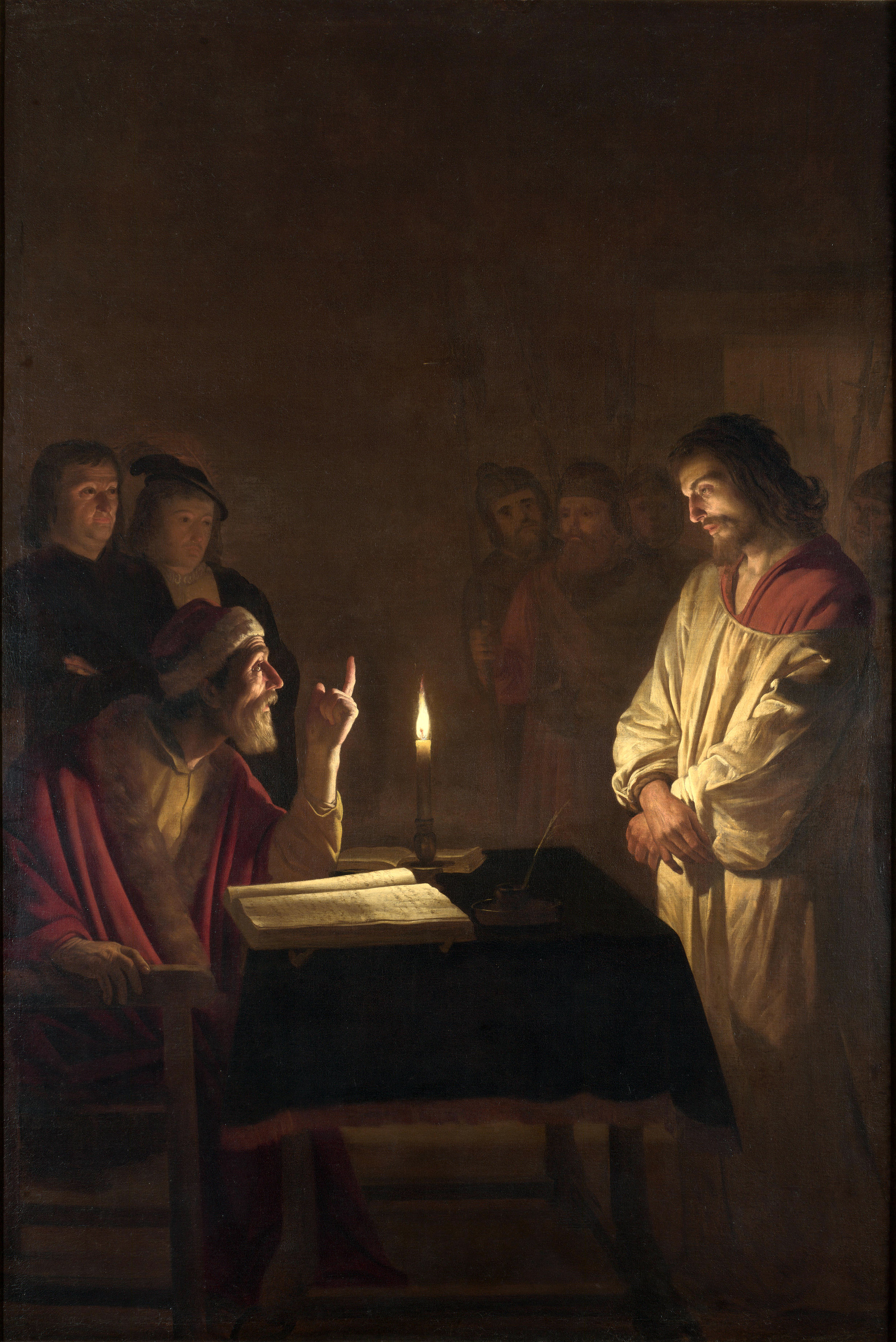
Le Christ devant le grand prêtre, vers 1617, Londres, National Gallery.
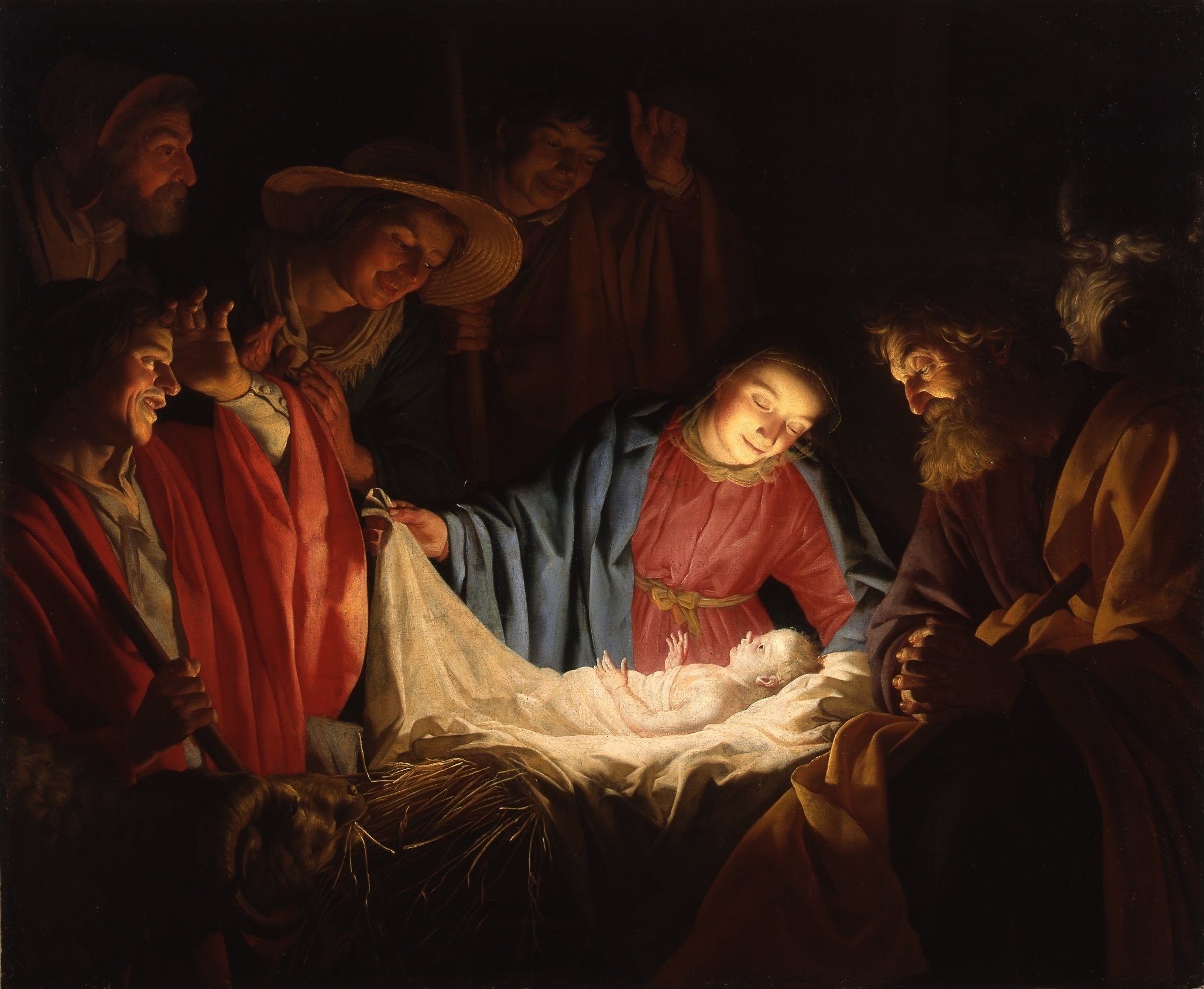
L'Adoration des bergers, 1622, Cologne, Wallraf-Richartz-Museum.
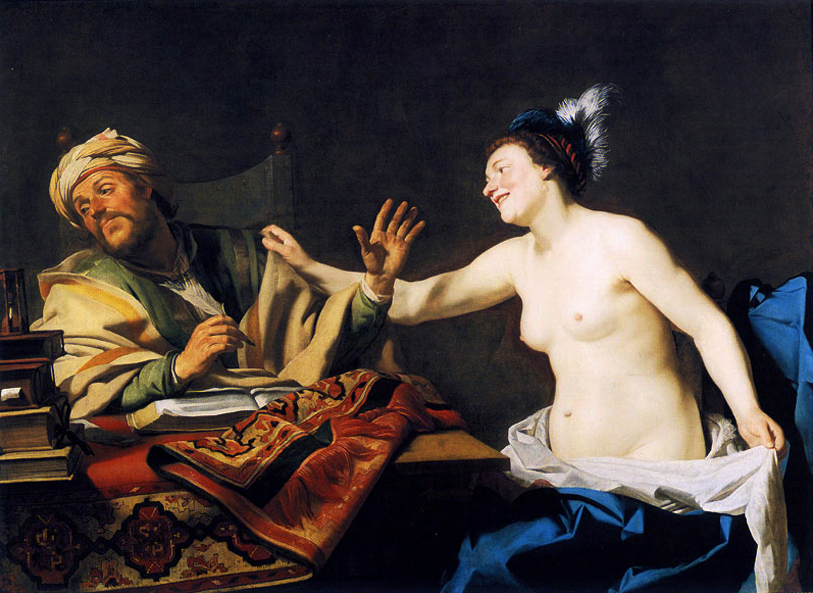
Le Philosophe imperturbable, 1623, Vienne, musée d'Histoire de l'art.
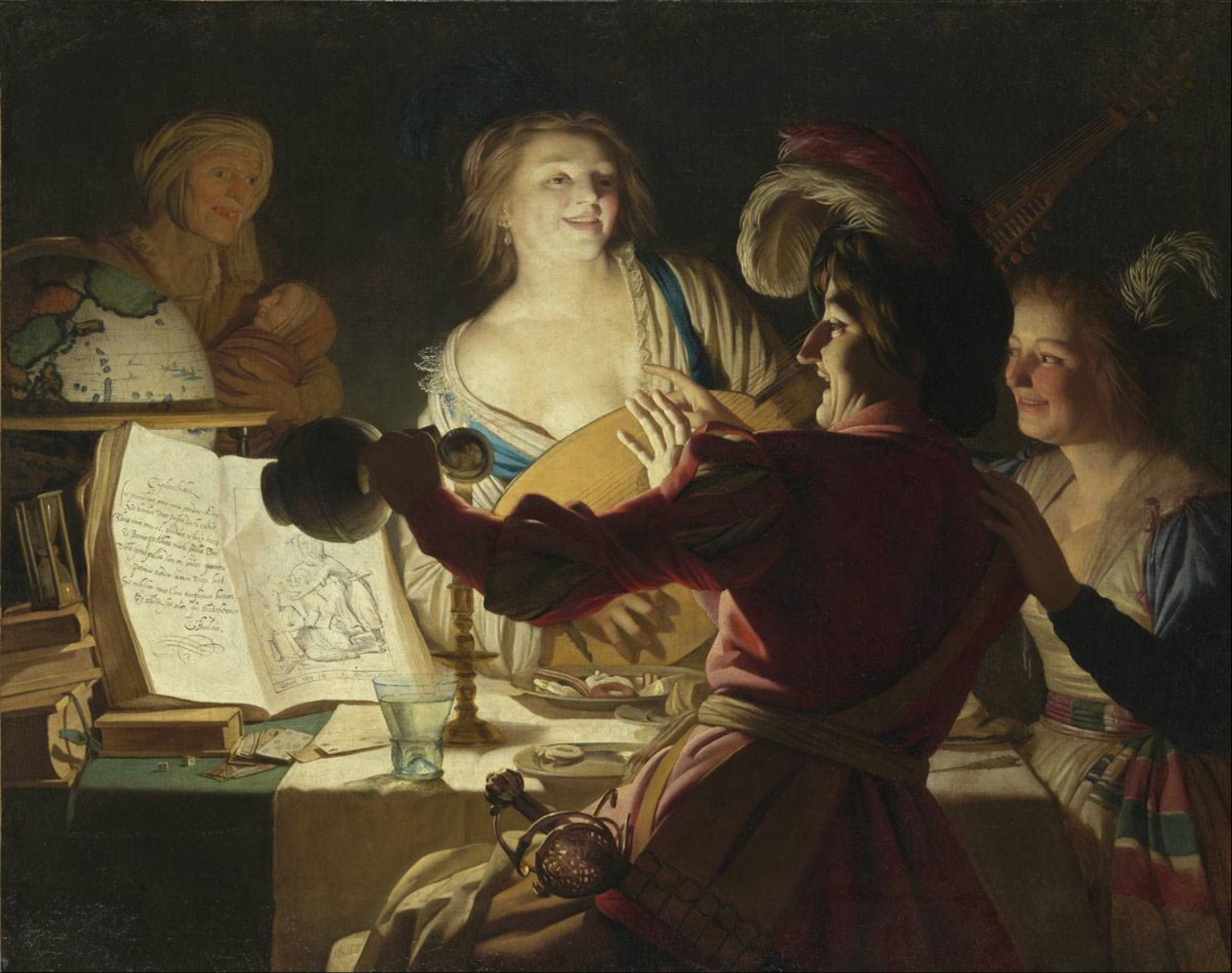
La Joyeuse compagnie, 1623, Munich, Alte Pinakothek.
Le Concert, 1623, Washington, National Gallery of Art.
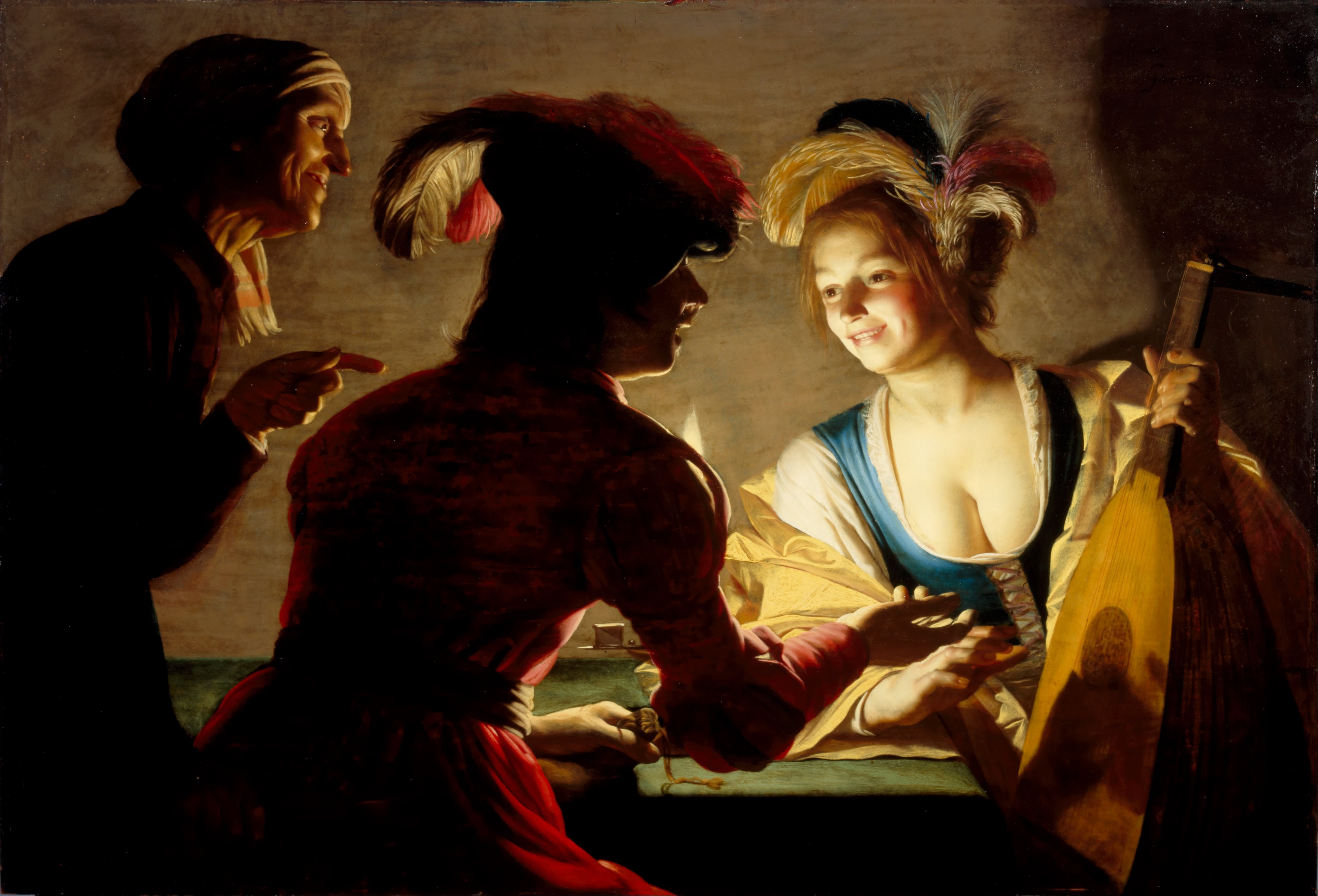
L'Entremetteuse, 1625, Utrecht, Centraal Museum.

Figures et portraits
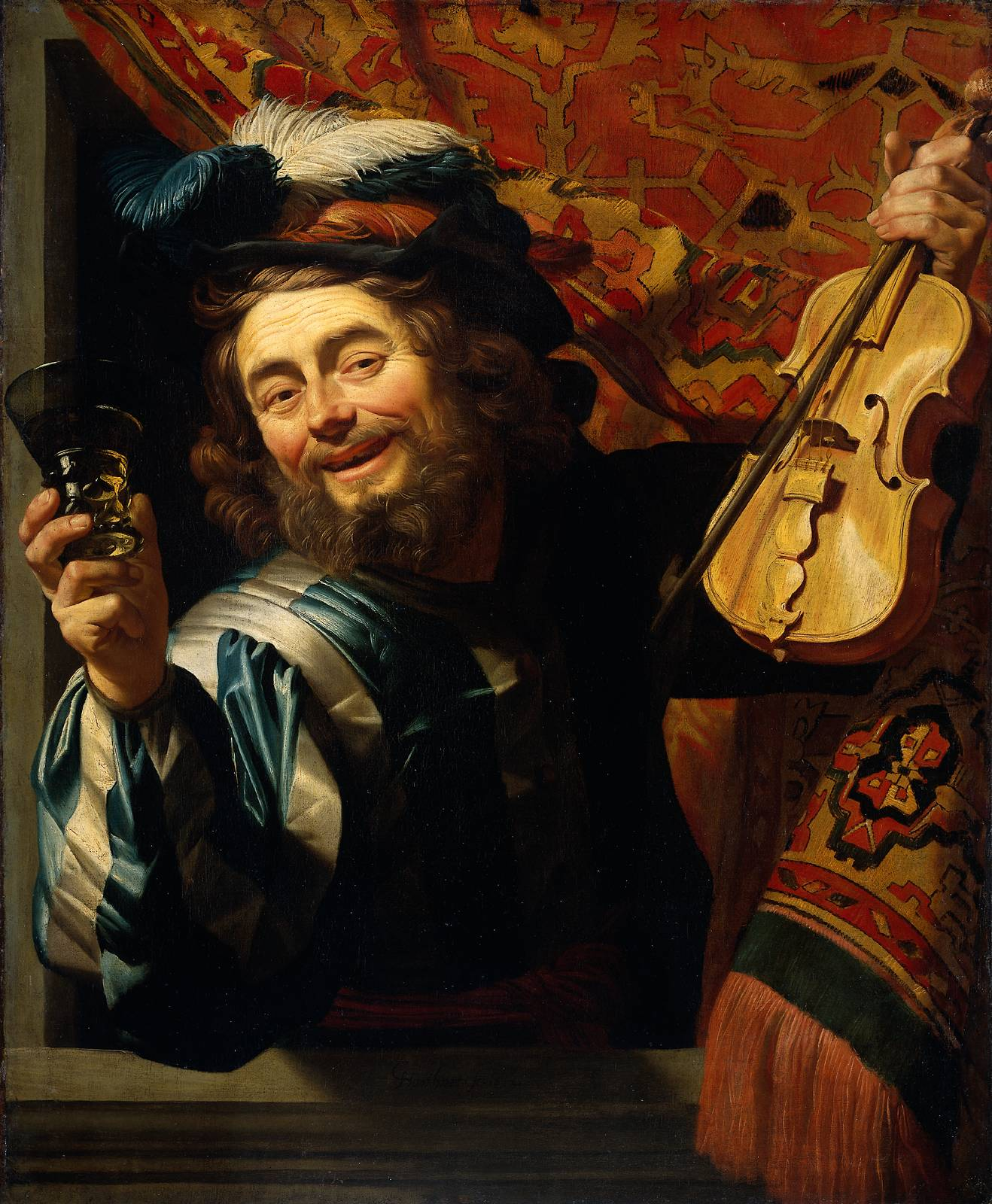
Le Joyeux Violoniste, 1623, Rijksmuseum Amsterdam.
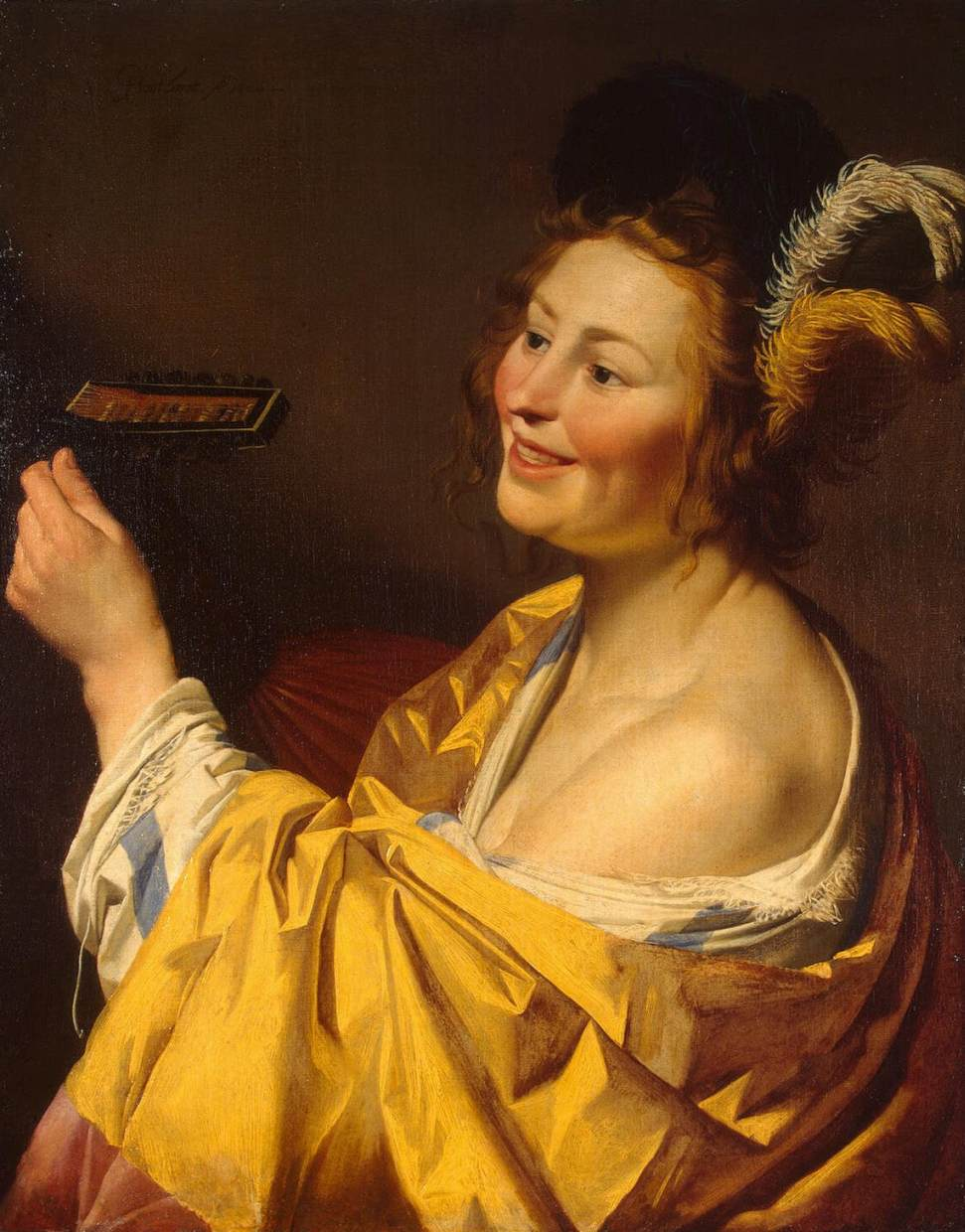
La Joueuse de luth, 1624, Saint-Pétersbourg, musée de l'Ermitage.
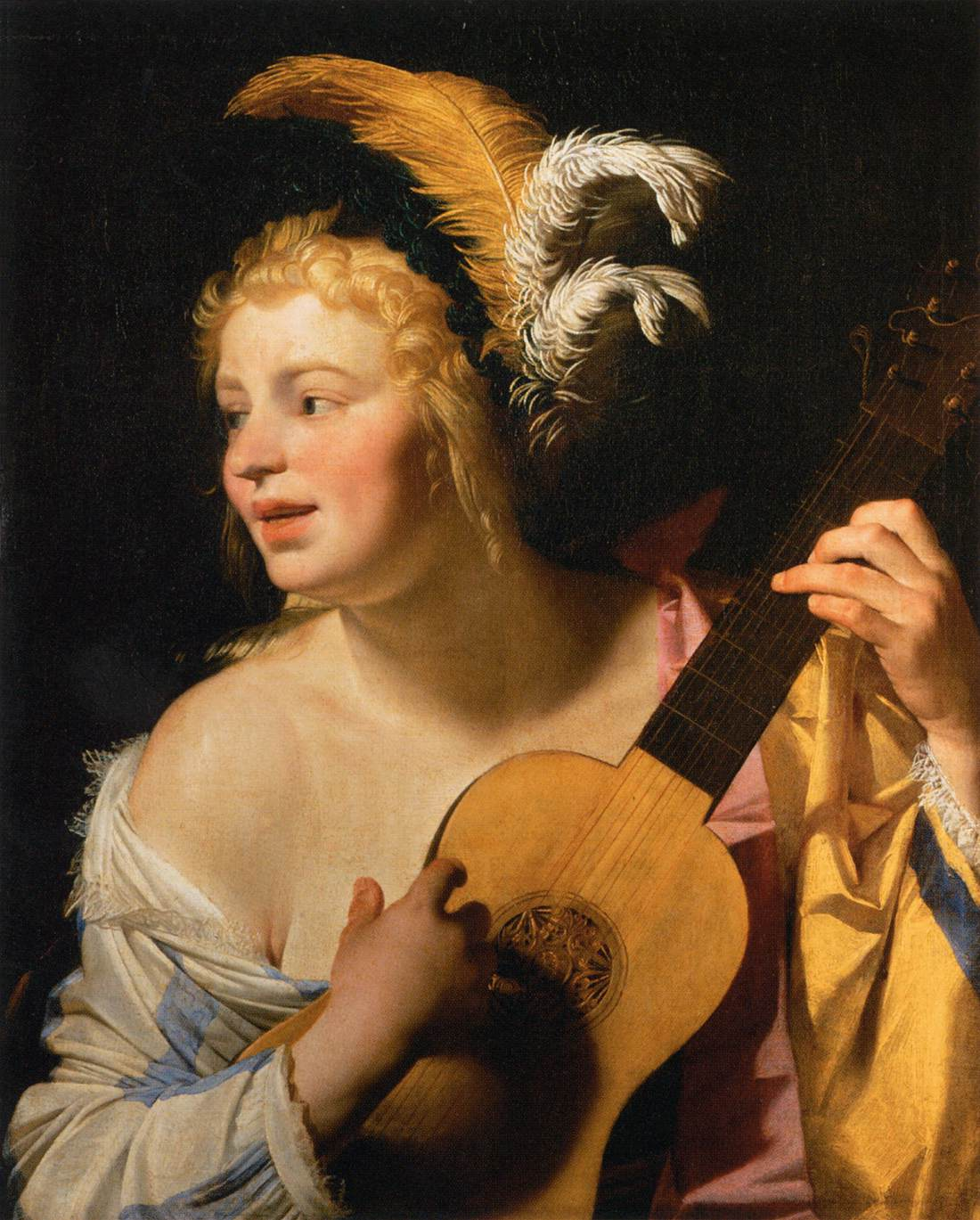
La Joueuse de guitare, vers 1624, Paris, musée du Louvre.
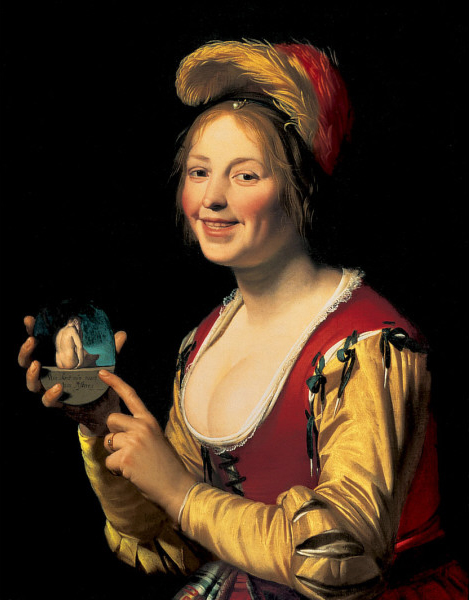
La Femme galante scandaleuse, 1625, musée d'Art de Saint-Louis.
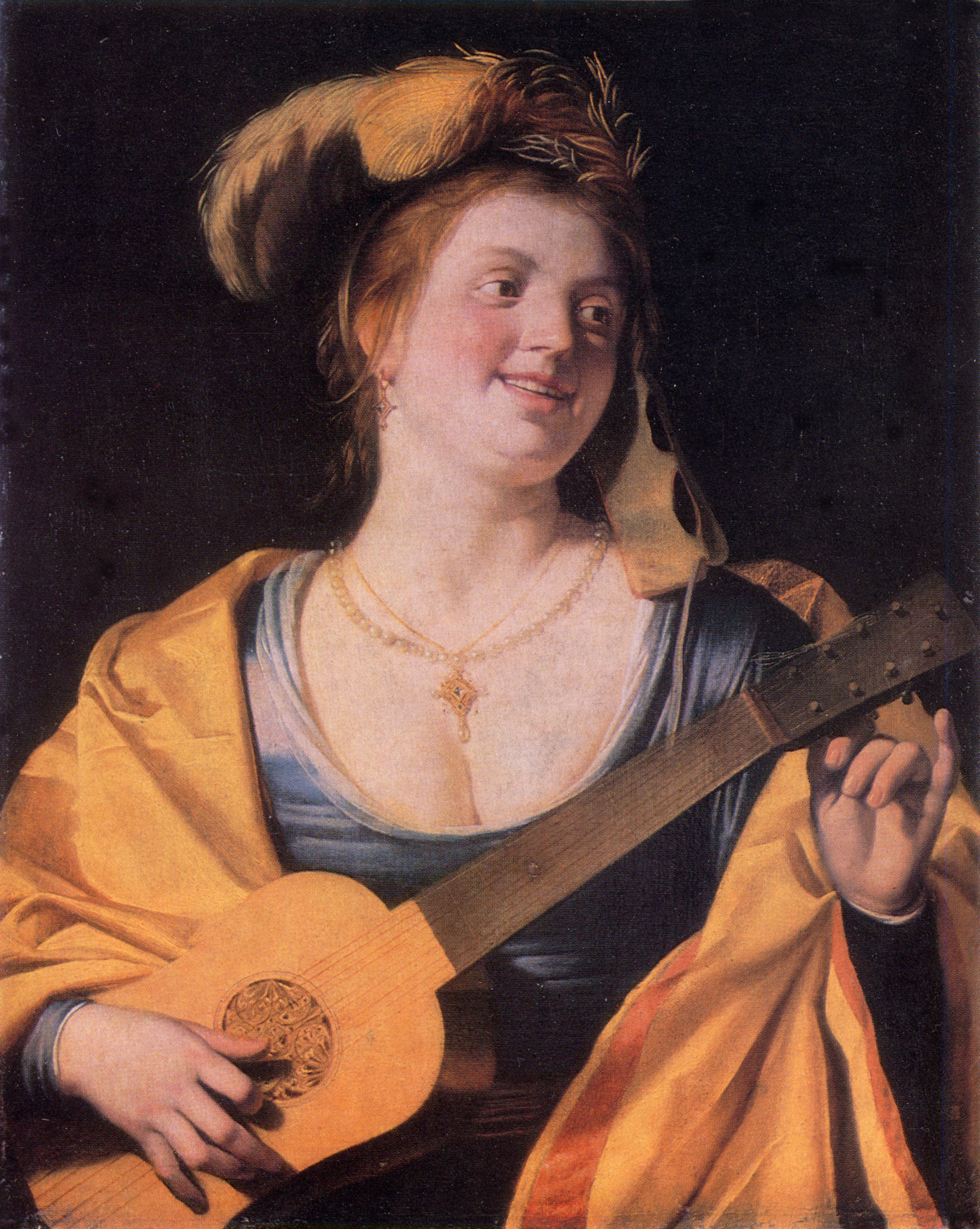
Femme accordant une guitare, 1631, Lviv, Galerie d'art de Lviv.
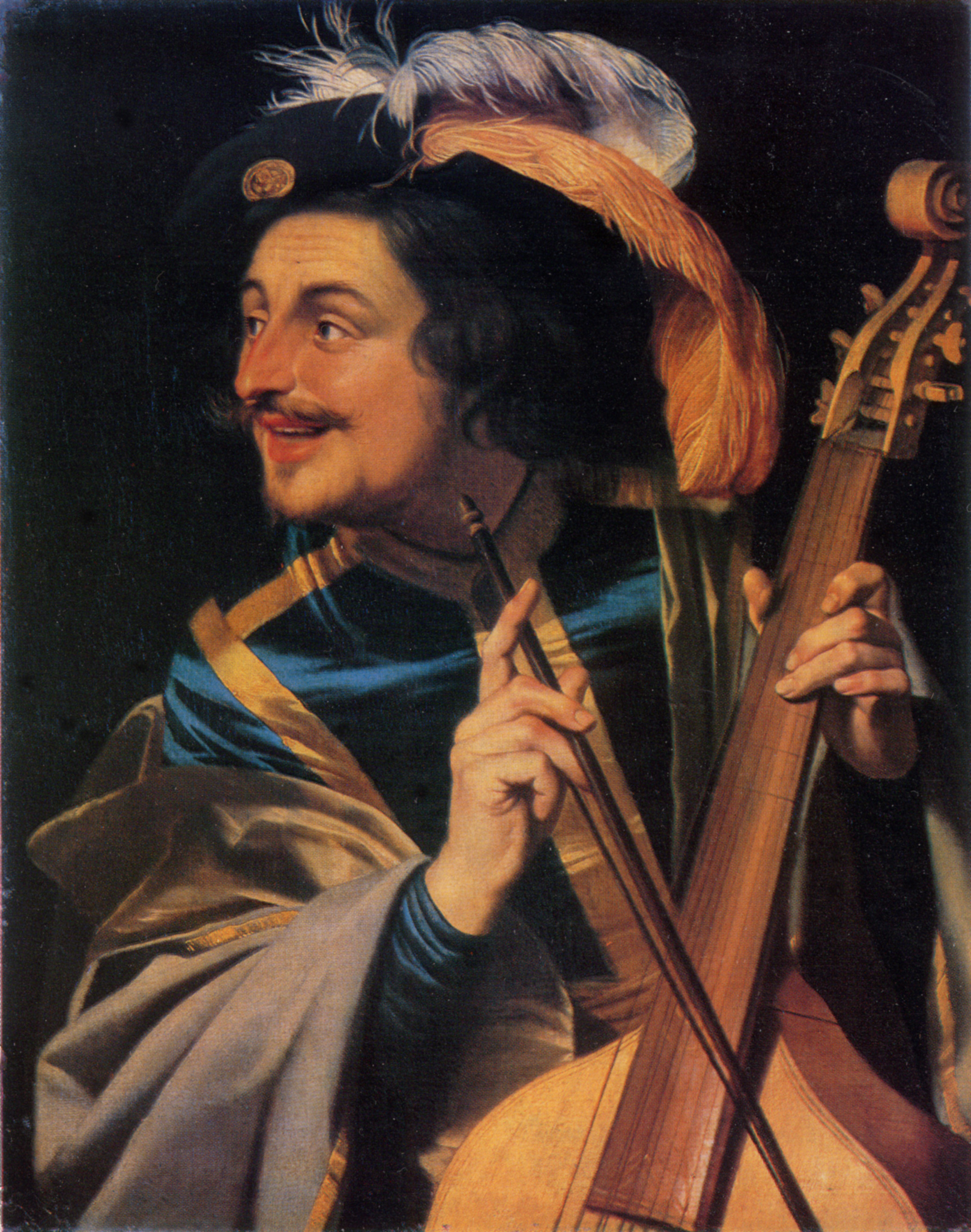
Le Joueur de viole de gambe, 1631, Lviv, Galerie d'art de Lviv.
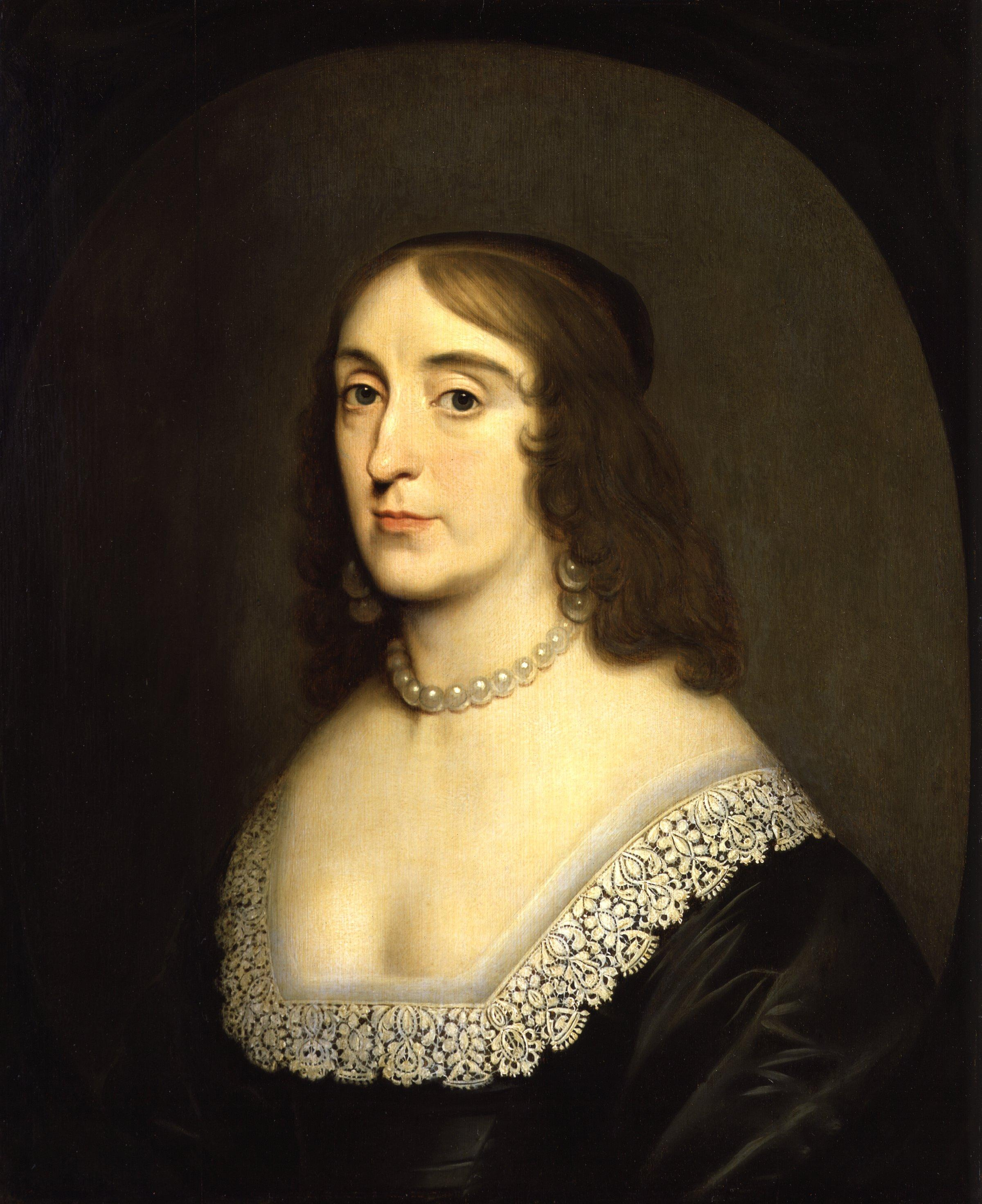
La Reine Élisabeth de Bohème, vers 1642, Londres, National Portrait Gallery.
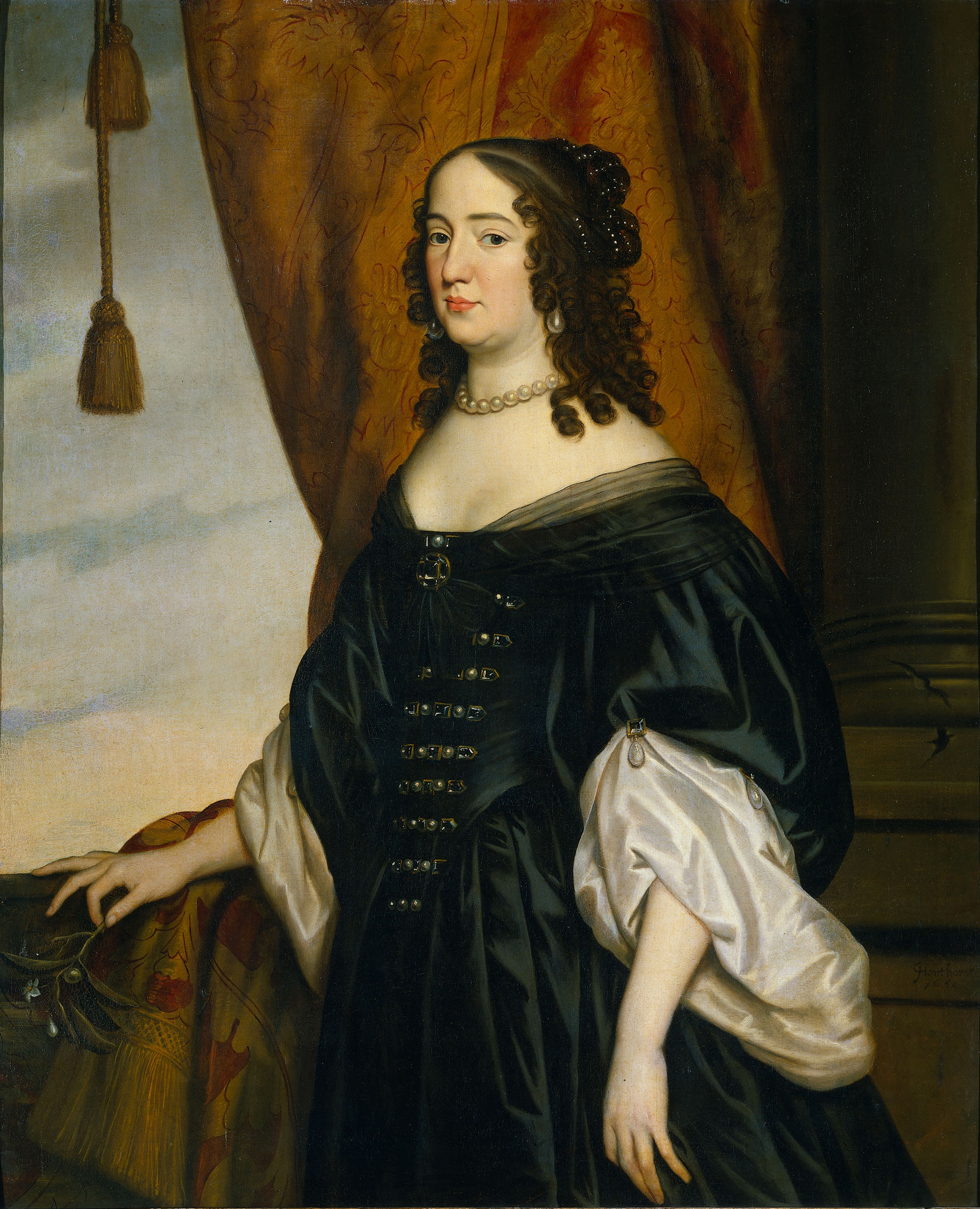
Portrait d'Amalia van Solms-Braunfels, 1650, Rijksmuseum Amsterdam.
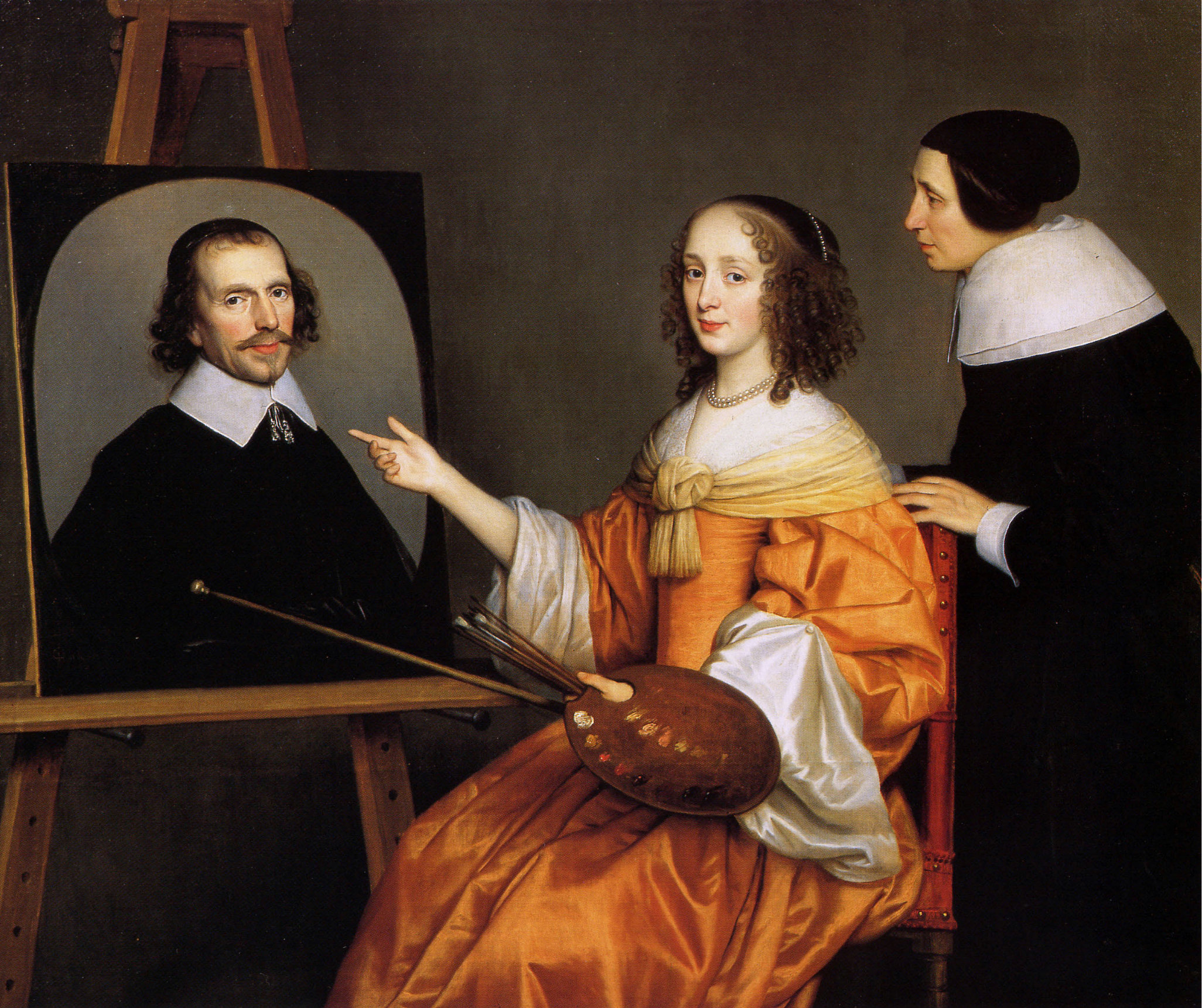
Margareta Maria de Roodere et ses parents, vers 1652, Utrecht, Centraal Museum.